# 149. strelska divizija (ZSSR)
149. strelska divizija (izvirno rusko 149. стрелковая дивизия; kratica 149. SD) je bila strelska divizija Rdeče armade v času druge svetovne vojne.

## Zgodovina
Divizija je bila ustanovljena leta 1941 v Ostrogošu in bila uničena oktobra 1941 v Vjazmi. Ponovno je bila ustanovljena januarja 1942 s preoblikovanjem 427. strelske divizije.